# سیارک ۷۳۷۹
سیارک ۷۳۷۹ (به انگلیسی: 7379 Naoyaimae، نامگذاری:1981EC29) هفت هزار و سیصد و هفتاد و نهمین سیارک کشف شده‌است که در ۱ مارس ۱۹۸۱ کشف شد.
قدر مطلق سیارک برابر ۱۳.۵ است.